# (3900) Knežević
(3900) Knezevic, désignation internationale (3900) Knežević, est un astéroïde de la ceinture principale.

## Description
(3900) Knezevic est un astéroïde de la ceinture principale. Il fut découvert le 14 septembre 1985 à la station Anderson Mesa par Edward L. G. Bowell. Il présente une orbite caractérisée par un demi-grand axe de 2,37 UA, une excentricité de 0,14 et une inclinaison de 6,7° par rapport à l'écliptique.

## Compléments